# Domeño (Navarra)
Domeño es un concejo y localidad española, capital del municipio de Romanzado, perteneciente a la Comunidad Foral de Navarra.

## Toponimia
El nombre del lugar puede encontrarse referido en euskera como Domeñu.

## Historia
Hacia mediados del siglo XIX, el lugar, ya por entonces perteneciente a Romanzado, tenía contabilizada una población de 49 habitantes. Aparece descrito en el Diccionario geográfico histórico de Navarra de Teodoro Ochoa de Alda con las siguientes palabras:

DOMEÑO: l. del vll. Romanzado, m. de S: conf. por n. con Orradre á, 3 ctos. de leg., por s. con Adansa un cto, por e. con Usun 25 minutos y por o. con Arbonies á un cto: situado en pendiente al s. del vll: en el pueblo hai una fuente de buena agua, y pasa cerca el rio Salazar: la cosecha de vino corta, la demas mediana: una parroquia de la Purificacion de N.ª S.ª y cura con 49 a.
(Ochoa de Alda, 1842, p. 54)

En 2023, la entidad singular de población tenía empadronados 44 habitantes y el núcleo de población, también 44.